# Oncoba
Oncoba es un género con 56 especies de plantas  perteneciente a la familia Salicaceae. El África tropical y meridional es el hogar natural de este género de árboles perennifolios y espinosos de lento crecimiento. En estado silvestre algunas especies alcanzan 21 m de alto, pero en jardines es más común que midan 6 m. Aunque no se suelen cultivar fuera de su lugar de origen, son bonitos y pueden encontrarse en jardines botánicos subtropicales. Las flores son blancas, amarillas o rojo claro, y van seguidas de frutos globulares como calabazas.

## Taxonomía
Oncoba fue descrito por Peter Forsskål y publicado en Flora Aegyptiaco-Arabica cxiii, 103–104, en el año 1775.

## Especies
- Oncoba bukobensis (Gilg) S. Hul & Breteler
- Oncoba cuneatoacuminata (De Wild.) S. Hul & Breteler
- Oncoba flagelliflora (Mildbr.) S. Hul
- Oncoba kivuensis (Bamps) S. Hul & Breteler
- Oncoba laurina (C. Presl) Warb. ex Engl. & Prantl
- Oncoba ngounyensis (Pellegr.) S. Hul
- Oncoba paludosa (Benth.) S. Hul & Breteler
- Oncoba paraensis (Kuhlm.) S. Hul & Breteler
- Oncoba pauciflora (Benth.) Eichler
- Oncoba schweinfurthii (Gilg) S. Hul & Breteler
- Oncoba somalensis (Chiov.) S. Hul & Breteler
- Oncoba spinosa Forssk.
- Oncoba subtomentosa (Gilg) S. Hul & Breteler
- Oncoba suffruticosa (Milne-Redh.) S. Hul & Breteler